# La Aguadita
La Aguadita – miasto w Wenezueli, w stanie Cojedes.